# Eifion Williams
Eifion Williams (Bangor, 15 novembre 1975) è un ex calciatore gallese, di ruolo attaccante.

## Carriera
Durante la sua carriera Williams, dopo un passaggio al Wolves, gioca con Caernarfon Town, Barry Town, Torquay Utd, Hartlepool Utd concludendo l'attività al Wrexham nell'annata 2007-2008.
Realizza 206 reti giocando 467 incontri di campionato. Al Barry Town mantiene una media superiore ad 1 gol/partita. Grazie a ciò risulta al 14º posto per la Scarpa d'oro 1999.

## Palmarès

### Club

#### Competizioni nazionali
- Welsh Premier League: 2

Barry Town: 1997-1998, 1998-1999
- Welsh League Cup: 2

Barry Town: 1997-1998, 1998-1999

### Individuale
- Capocannoniere della League of Wales: 2

1997-1998 (40 gol), 1998-1999 (28 gol)